# Салахов, Мустафа Саттар оглы
Мустафа Саттар оглы Салахов (азерб. Mustafa Səttar oğlu Salahov, 29 августа 1931, Баку, Азербайджанская ССР) — азербайджанский ученый, доктор химических наук, профессор, член-корреспондент НАНА. 

## Биография
М. С. Салахов родился в Баку в 1931 году, когда Азербайджан входил в состав СССР. После окончания школы поступил в Горьковский государственный университет на химический факультет, который окончил по специальности физическая химия. После окончания института М. С. Салахов в 1955 году начал работать на заводе синтетического каучука в г. Сумгаите и поступил в аспирантуру Института нефти АН Азербайджана. Некоторое время на заводе он возглавлял лабораторию резины. Салахов М. С. имеет звание профессора и ученую степень доктора химических наук. Он является членом-корреспондентом НАНА с 2001 года, и действительным членом Международной НА. Салахов М. С. имеет звание «Заслуженный изобретатель Азербайджанской Республики». Он является почетным членом Союза архитекторов Азербайджанской Республики. В настоящее время возглавляет лабораторию стереохимии мономеров и полимеров в Институте полимерных материалов НАНА (г. Сумгаит). Салахов М. С. совмещает научную и педагогическую деятельность. Он — профессор Бакинского государственного университета, является автором теории «Динамического пространственного мышления в образовании». Под руководством М. С. Салахова подготовлены 31 кандидат и 2 доктора наук. Салахов М. С. — автор нескольких книг: «Yarat, yaşa», «Akademik Yusif Məmmədəliyev», «Əshabi-Kəhf», «Şam-Əxi» и др., пишет стихи и поэмы.

## Научная деятельность
М. С. Салаховым исследовано хлорирование углеводородов, установлена закономерность образования хлоруглеродов, возможность выделения фуллеренов С60 и предотвращение образования диоксиновых ксенобиотиков. Изучены реакции оксихлорирования и оксибромирования угловодородов. Исследована стереохимия реакции Дильса-Альдера гексахлорциклопентадиена и диалкокситетрахлорциклопентадиена с ангидридами, имидами и бисимидами тетрагидрофталевой и норборнендикарбоновой кислот и поликонденсация полученных бис-имидодиенов с бис- имидодиенофилами с образованием негорючих шарнирно-каркасных полиимидов с заданной структурой.

## Избранные научные труды
- Flame-retardant monomers from chlorinated petroleum hydrocarbons // J. Chem. Mech., 1978, р. 44-51
- Внутримолекулярное /4+2/- циклоприсоединение // Успехи химии, 1986, т.55, вып.12, с. 2008—2044.
- Еновая сополимеризация бис-триазолиндионов с бисимидами цис-4-циклогексен-1,2-дикарбоновой кислоты // Высокомолек. соед., 1997, т. 39Б, с.1531.
- Contamination of the environment in Azerbaijan with dioxin xenobiotics // Organohalogen compounds, 2000, Vol.46, p. 510.
- Синтез новых классов хлорированных диимидов тетракарбоновых кислот // ЖОрХ, 1998, т. 34, вып.1, с.145[1].

## Награды
В 2004 году Салахов М. С был награждён Орденом "Слава".
В 2015 году удостоен Персональной стипендии Президента Азербайджанской Республики.
Он является лауреатом премий имени ак. Ю.Маммедалиева, и ак. М.Мехдизаде.